# Strychnos vitiensis
Strychnos vitiensis är en tvåhjärtbladig växtart som beskrevs av Arthur William Hill. Strychnos vitiensis ingår i släktet Strychnos och familjen Loganiaceae. Inga underarter finns listade i Catalogue of Life.